# ファイザーバード (バダフシャーン州)
ファイザーバード（ダリー語 : فيض‌آباد ウズベク語 : Fayzobod/Файзобод 英語 : Fayzabad ）は、アフガニスタンの都市。バダフシャーン州の州都である。北東アフガニスタンとパミール高原地帯の商業と行政の中心地となっている。街の名はアラビア語・ペルシア語に由来する「神の恩寵の栄える地」という意味で、インドやイランに同様の地名が存在する。